# جهاز مشروعات أراضي القوات المسلحة (مصر)
جهاز مشروعات أراضي القوات المسلحة هو جهاز تابع للقوات المسلحة المصرية. أنشئ طبقا للقرار الجمهوري رقم 531 لسنة 1981. ويختص بإنشاء المشروعات الاستثمارية (إسكان، محال تجارية، وحدات إدارية، أماكن انتظار سيارات) على الأراضي المملوكة للقوات المسلحة، بهدف خدمة القطاع المدني.

## التشريعات المنظمة
- قرار رئيس الجمهورية رقم 531 لسنة 1981 في شأن قواعد التصرف في الأراضي والعقارات التي تخليها القوات المسلحة وتخصيص عائدها لإنشاء مدن ومناطق عسكرية بديلة.[3]
- قرار رئيس الجمهورية رقم 224 لسنة 1982 في شأن تنظيم واختصاصات جهاز مشروعات أراضي القوات المسلحة.[4]
- قرار وزير الدفاع رقم 175 لسنة 1982 في شأن النظام الأساسي لجهاز مشروعات أراضي القوات المسلحة.[5]

## وصلات خارجية
- الموقع الرسمي للجهاز.